# Trefil Arbed Zuid

Inplanting Treillarmé - Luchtopname Geopunt Vlaanderen

Trefil-Arbed Zuid, ook wel Treillarmé genoemd, was de laatste actieve afdeling in Gentbrugge van Trefil-Arbed, een dochter van het Luxemburgse staalbedrijf Arbed (nu ArcelorMittal). De afdeling legde zich toe op draadtrekken en aanverwante activiteiten zoals productie van op maat gemaakte betonijzermatten.

## Geschiedenis
Trefil-Arbed Zuid was - net als de beter bekende zusterfirma Puntfabriek - gelegen te Gentbrugge maar dan op het terrein tussen de spoorweg, Burvenichstraat, Oude Brusselseweg en Louis Van Houttestraat. Het was deel van de metaalindustrie die verantwoordelijk was voor de groei van Gentbrugge en de typische arbeiderswijken aldaar.
In 1984 werd daar een nieuwe fabriek gebouwd waar betonijzer werd gemaakt en gevlochten. 
Op 21 februari 2001 was Treillarmé in Franse handen en werd het verkocht aan concurrent Van Merksteyn Bouwstaal uit Nederland. Die nam het klantenbestand over en sloot de verkoopafdeling.
In 2002 ging de afdeling in Gentbrugge dicht, maar de zware bodemvervuiling (zoals olie en zware metalen) vormde een groot probleem voor projectontwikkelaars. 
In 2006 was de toekomst van de site het onderwerp van het eerste burgerinitiatief in Vlaanderen.
In de loop van 2008 werd dan toch gestart met de afbraak van de fabrieksgebouwen, en de sanering van de gronden. Het Gentse bedrijf Re-Vive ontwikkelde de site tot een duurzame wijk van 4,5ha. Het buurtpark van 1,5ha zorgt voor het nodige groen. In 2013 werden de eerste wooneenheden opgeleverd in de nieuwe wijk Den Draad, verwijzend naar het staaldraadverleden.